# Eurotium intermedium
Eurotium intermedium är en svampart som beskrevs av Blaser 1976. Eurotium intermedium ingår i släktet Eurotium och familjen Trichocomaceae.   Inga underarter finns listade i Catalogue of Life.